# Деметријус II од Грузије
Деметријус II Пожртвовни или Предани (1259 — 12. март 1289), из династије Багратиони, био је краљ Грузије од 1270. до 1289. године.
Син краља Давида VII и његове жене Гонце, Деметријус је имао само две године када су му 1261. мајку убили Монголи. После смрти његова оца (1270) наследио је престо као једанаестогодишњак. Од 1277. до 1281. владао је под регентством Садуна Манкаберделија. Учествовао је у походима Абака-кана на Египат, а посебно се истакао у другој бици код Хомса (29. октобар 1281). Иако је владао под називом "краљ Грузијаца, Абхажана, итд", Деметријусова власт покривала је само источне делове краљевства. Западна Грузија била је под влашћу имеретског огранка династије Багратиони.
Деметријус се сматра прилично контроверзном личношћу. Посвећен хришћанству, био је критикован због полигамије.
Године 1288, по налогу Аргун-кана угушио је побуну у покрајини Дербент на Каспијском језеру. Исте године Аргун је открио уроту у организацији његовог моћног везира Буке, чији син је био ожењен Деметријусовом кћерком. Бука и његова породица су побијени. Деметријусу, за којег се сматрало да је укључен у сплетку, било је наложено да се појави у монголском главном граду или пред Аргуном, под претњом напада на Грузију. Подстакнут саветима својих племића, Деметријус се запутио Аргун, свестан да му је живот угрожен. Аргун га је заточио, а 12. марта 1289. и убио. Деметријус је сахрањен у Мцхети, а канонизовала га је Грузијска православна црква.
Наследио га је рођак Вахтанг II.

## Бракови и деца
У једном тренутку Деметријус је имао три жене. Године 1277. оженио је кћерку Манојла I Трапезунтског и са њом је имао петоро деце:
- Давида VIII
- Вахтанга III
- Принца Лашу
- Принца Мануела
- Принцезу Русудан

Са другом женом, монголском принцезом Солгар, имао је троје деце:
- Принца Бајдуа
- Принца Јадгара
- Принцезу Џијаџак Џакели[1]

Око 1280. оженио се са Нателом, кћерком Беке I Џакелија, атабега Мешкетије. У том браку имали су Гиоргија V Бриљантног.